# Kapitaalaccumulatie
Kapitaalaccumulatie of kapitaalvorming is de toename van economisch kapitaal door investeringen. Behaalde winsten uit de bedrijfsvoering wordt hierbij door de eigenaar niet gebruikt voor de eigen consumptie, maar voor de financiering van de groei van de onderneming. Onder meer volgens het Solow-model en de fasentheorie van Rostow is economische groei afhankelijk van besparingen en de daaruit volgende kapitaalaccumulatie. Uit later onderzoek is echter gebleken dat deze relatie minder eenduidig is.

## Ontwikkelingslanden
Vooral in ontwikkelingslanden is er slechts een beperkte kapitaalaccumulatie. In de armste landen zijn de besparingen onvoldoende voor grote investeringen. In andere ontwikkelingslanden kiest de rijke bovenlaag vaker voor consumptie of investeert buiten het eigen land.

## Marxistische beschouwing
In de marxistische economie is kapitaalaccumulatie een wezenlijk kenmerk van elke kapitalistische economie. De vorming van een dergelijke economie begint met een proces van oorspronkelijke accumulatie, oftewel roofkapitalisme, met name het roven van grondstoffen van andere werelddelen door Europese kolonisatie. In hoofdstuk 26 van het eerste deel van Het Kapitaal beschreef Karl Marx het geheim van oorspronkelijke accumulatie. Marx stelde dat Adam Smiths idee dat het kapitaal voortkwam uit spaarzaamheid, verschil in talent en samenwerking naïef was. Dit zou geen rekening houden met hoe de kapitalistische productiewijze werkelijk zou zijn ontstaan; door de onteigening van de productiemiddelen van de arbeiders door de kapitalisten
Marx stelde dat in de latere, industriële fase van het kapitalisme, kleinere bedrijven het  in de concurrentie zouden moeten afleggen tegen grotere, waardoor het kapitaal zich in handen van steeds minder kapitalisten zou concentreren. Door concurrentie zouden de reële lonen stagneren en arbeiders vervangen worden door machines. Volgens dit proces van verelendung zou de arbeidersklasse steeds verder vervreemd raken van het productieproces.